# Finlaysons kyrka
Finlaysons kyrka (finska: Finlaysonin kirkko) är en kyrka i Tammerfors i Finland. Kyrkobyggnaden, som är i nygotisk stil och ritades av Tammerfors förste stadsarkitekt Frans Ludvig Calonius, färdigställdes 1879. Den befinner sig på Finlaysons historiska fabriksområde och användes ursprungligen som bönehus av anställda på textilfabriken. Fabriken överlät byggnaden till Tammerfors evangelisk-lutherska församlingar år 1981. Villkoret var att namnet "Finlaysons kyrka" bevaras. Byggnaden vigdes till kyrka först år 2009.
Under sommaren fungerar kyrkan som vägkyrka.